# Somerset House
Pour les articles homonymes, voir Somerset (homonymie).
La Somerset House est un grand bâtiment néo-classique situé directement au nord du Waterloo Bridge, sur la rive gauche de la Tamise, dans le centre de Londres. Il donne directement sur le Strand, l'une des plus célèbres avenues de la capitale britannique. Sa cour intérieure accueille annuellement une patinoire hivernale.

## Histoire

### Old Somerset House
Le bâtiment actuel remplace l'Old Somerset House, un ensemble palatial construit à partir des années 1550 à l'initiative d'Edward Seymour, 1er duc de Somerset. Confisqué par la Couronne après la condamnation de celui-ci, il n'était toujours pas terminé en 1589. Au XVIIe siècle, il continue à être modifié, notamment par Inigo Jones, auteur de la terrasse sur la Tamise au début des années 1660, ainsi que Christopher Wren en 1685.

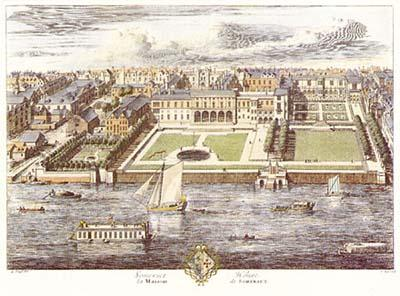
Old Somerset House en 1772.

Au XVIIIe siècle, l'Old Somerset House  est progressivement abandonnée par la Couronne. L'ensemble n'était plus utilisé que comme lieu d'entreposage, comme résidence pour les dignitaires étrangers et comme caserne pour les troupes. La vue depuis son jardin en bordure de la Tamise, ouvert au public, est peinte à deux reprises par Canaletto lors de sa visite à Londres en 1750-1751. Souffrant de négligence, l'ensemble commence à être démoli en 1775.

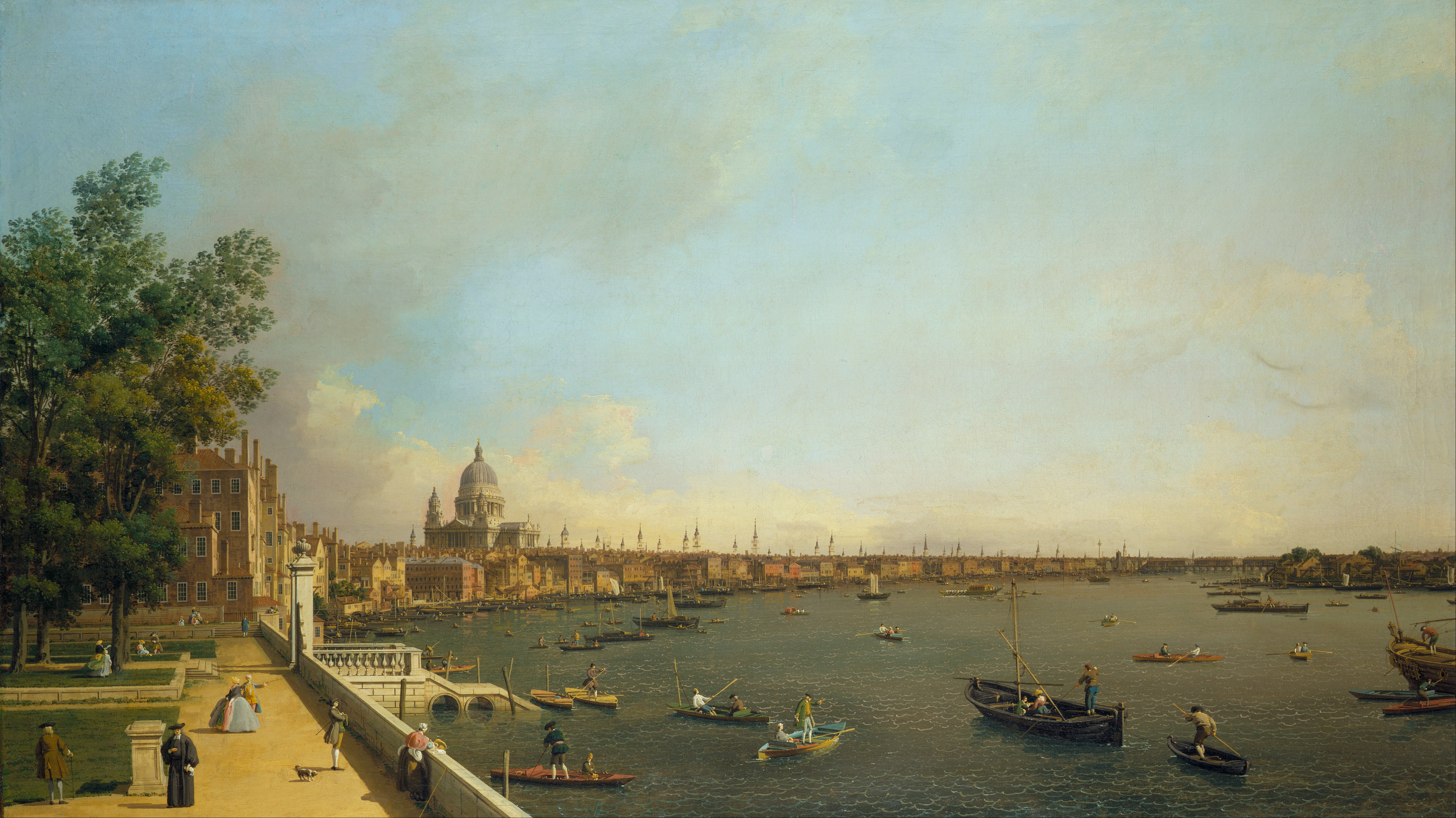
La Tamise vue de la terrasse de Somerset House vers La City par Canaletto, Royal Collection[1].
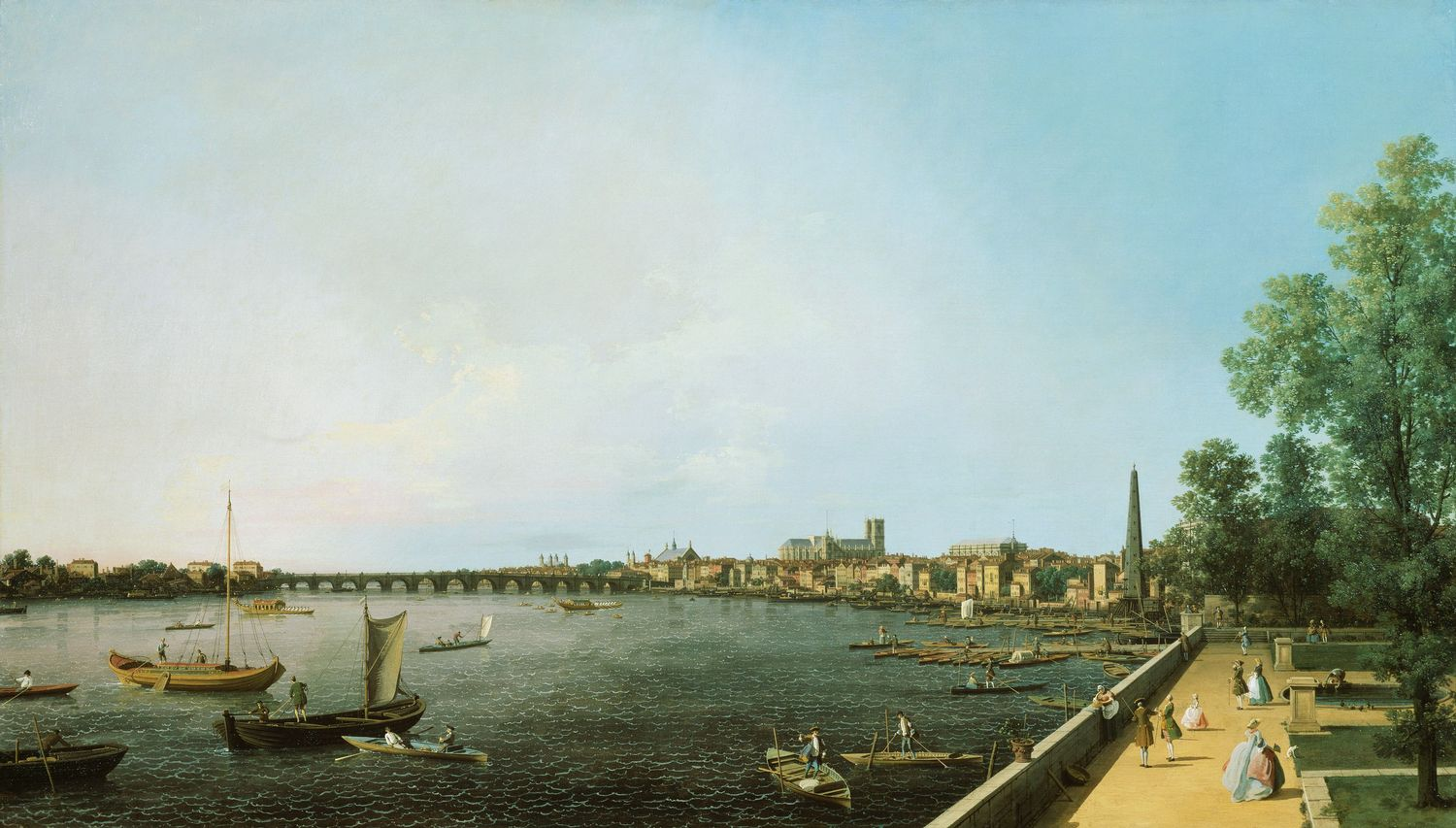
La Tamise depuis Somerset House Terrace en direction de Westminster par Canaletto, Royal Collection[2].

### Somerset House

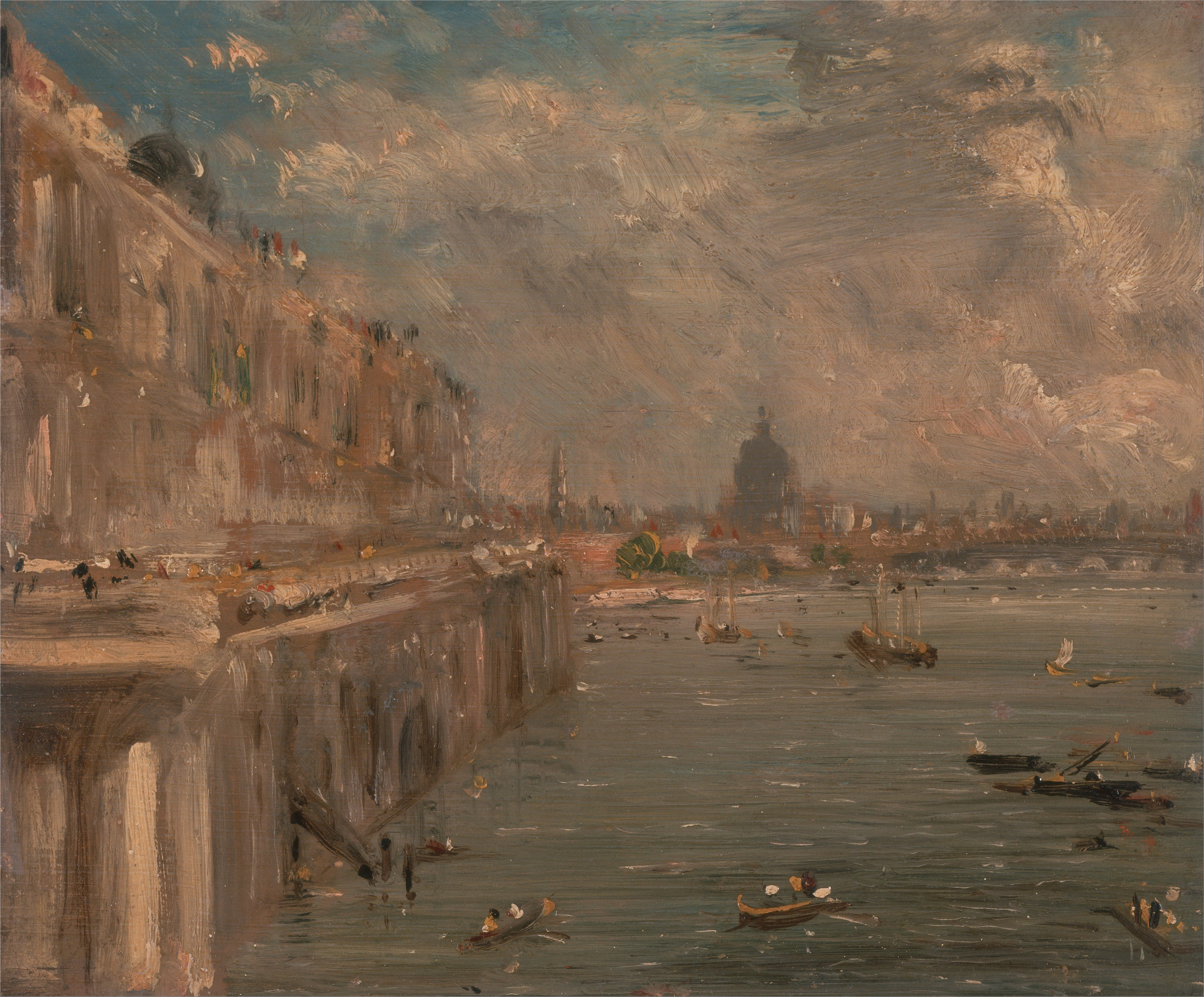
La Terrasse de Somerset House vue du pont de Waterloo
John Constable, vers 1819, Centre d'art britannique de Yale.

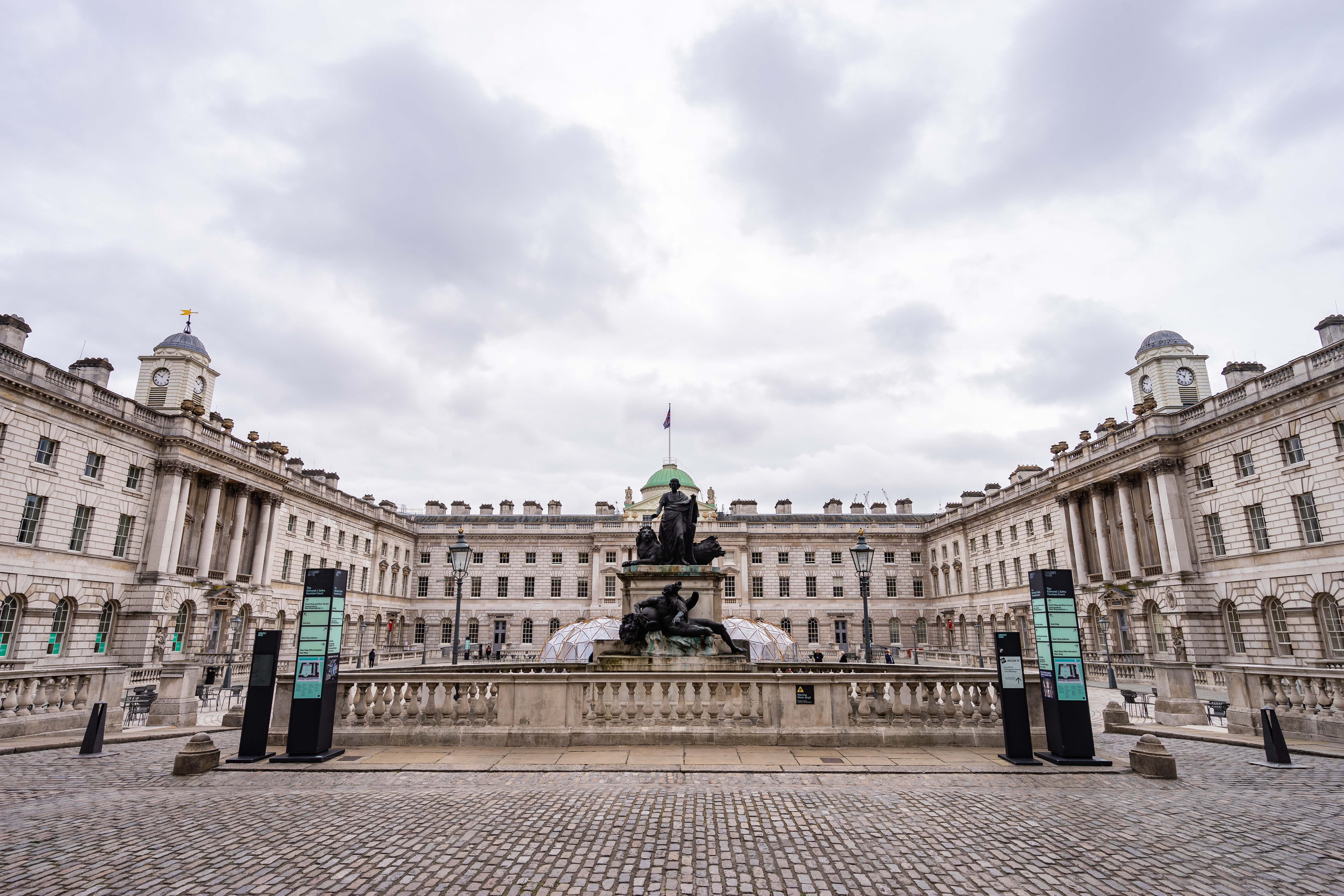
Cour centrale.

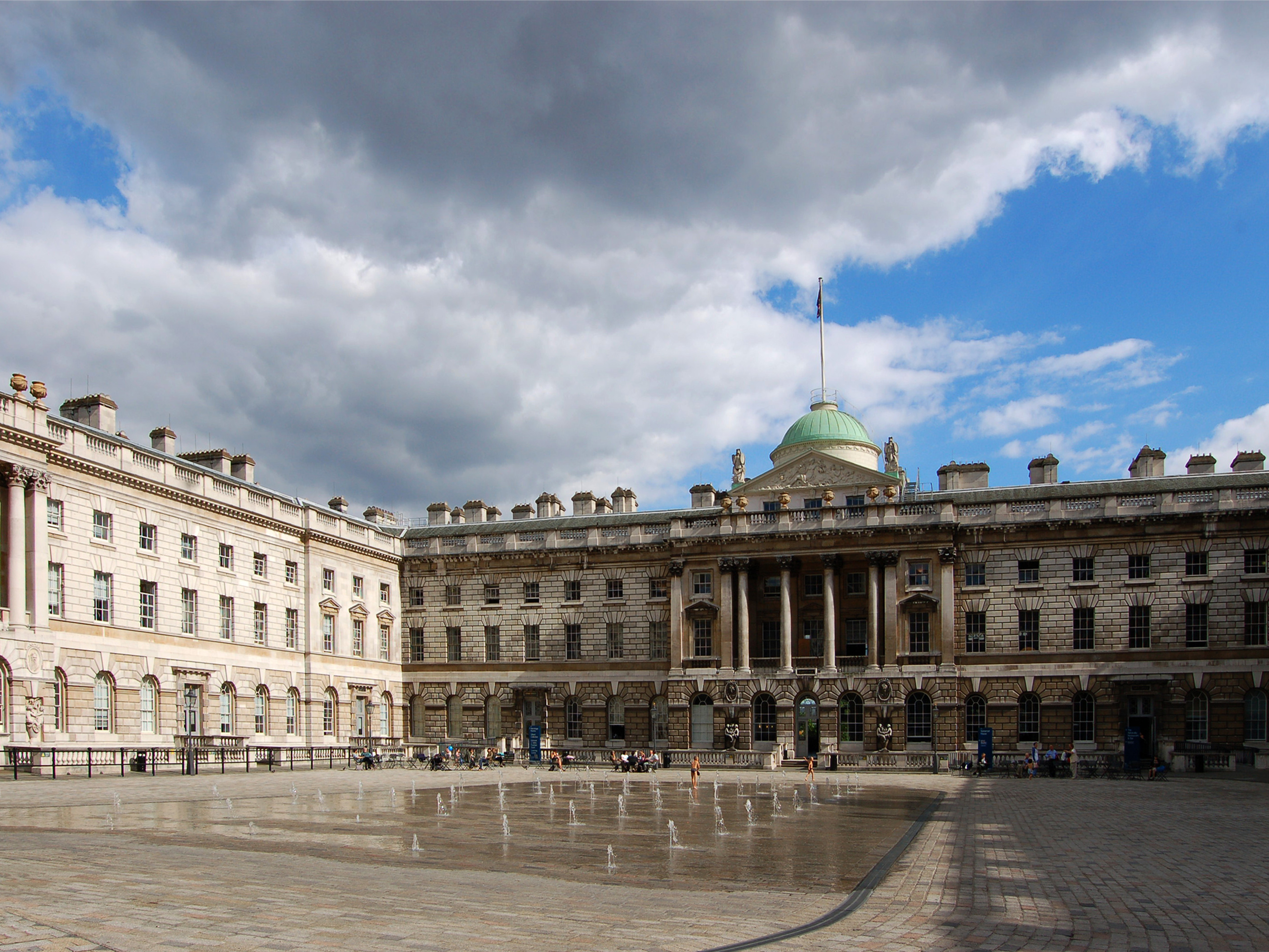
Edmond J. Safra Fountain Court (cour centrale).

La partie centrale du bâtiment actuel, œuvre de Sir William Chambers, est construite entre 1776 et 1796.
Les ailes nord et sud, de style victorien, sont ajoutées plus tardivement.
Le peintre paysagiste anglais John Constable la représente à son tour au XIXe siècle, vue du pont. 
Le peintre Joseph Mallord William Turner utilise sa représentation de l'Intérieur de la grande salle pour ses cours de perspectives numérotées. Elle a le no 26.

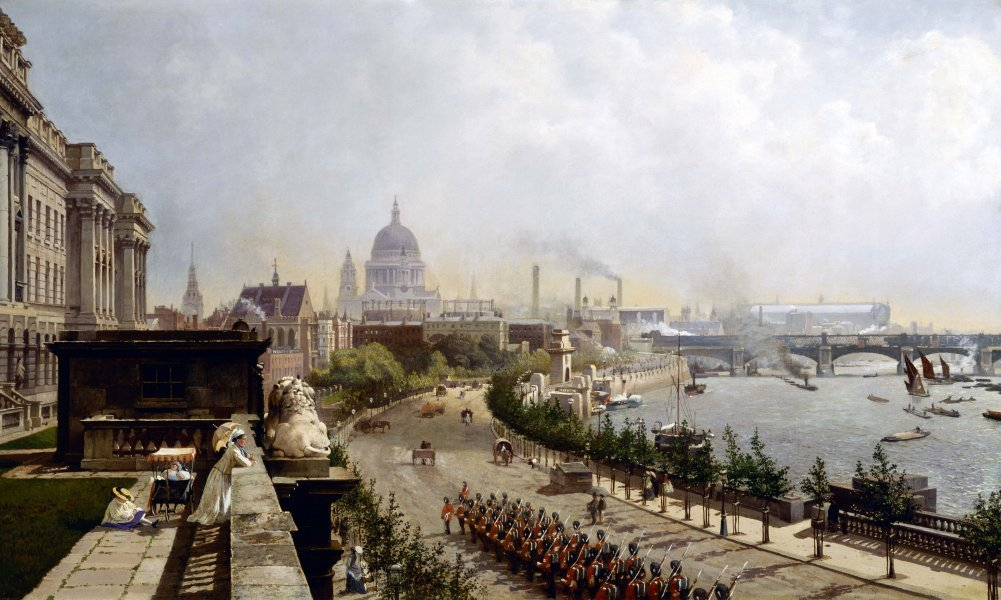
Victoria Embankment vue de la Somerset House, John O'Connor, 1874 (Musée de Londres).

Après avoir été pendant un temps le siège de la Royal Academy, elle accueille aujourd'hui l'Institut Courtauld et la collection de la Courtauld Gallery depuis 1989, ainsi que les services ministériels des HM Revenue and Customs (taxes et douanes).
Un incendie s'y déclare en 2024, faisant toutefois peu de dégâts.

## Au cinéma
Le décor fermé et l'architecture victorienne du lieu en ont fait un décor de film très utilisé, de The Duchess à GoldenEye en passant par X-Men : Le Commencement, Love Actually ou encore Indiscret. Beaucoup de réalisateurs se sont emparés de ce lieu pour de petites ou grandes scènes de leurs films.

## Sources
- (en) Cet article est partiellement ou en totalité issu de l’article de Wikipédia en anglais intitulé « Somerset House » (voir la liste des auteurs).